# Parque nacional Gargantas del Río Negro
Parque Nacional Gargantas del Río Negro (del inglés: Black River Gorges National Park) es un parque nacional en las colinas al suroeste de Mauricio. Fue creado el 15 de junio de 1994 y es administrado por el Servicio de Conservación y Parques Nacionales. 

## Descripción
El parque cubre una superficie de 67,54 kilómetros cuadrados. Incluye tierras altas de bosques húmedos, bosques de tierras bajas secas y matorrales pantanosos. Posee algunas instalaciones para los visitantes que incluyen dos centros de información, áreas de pícnic y 60 kilómetros de senderos. Hay cuatro estaciones de campo en el parque, que se utilizan para la investigación científica.

## Imágenes

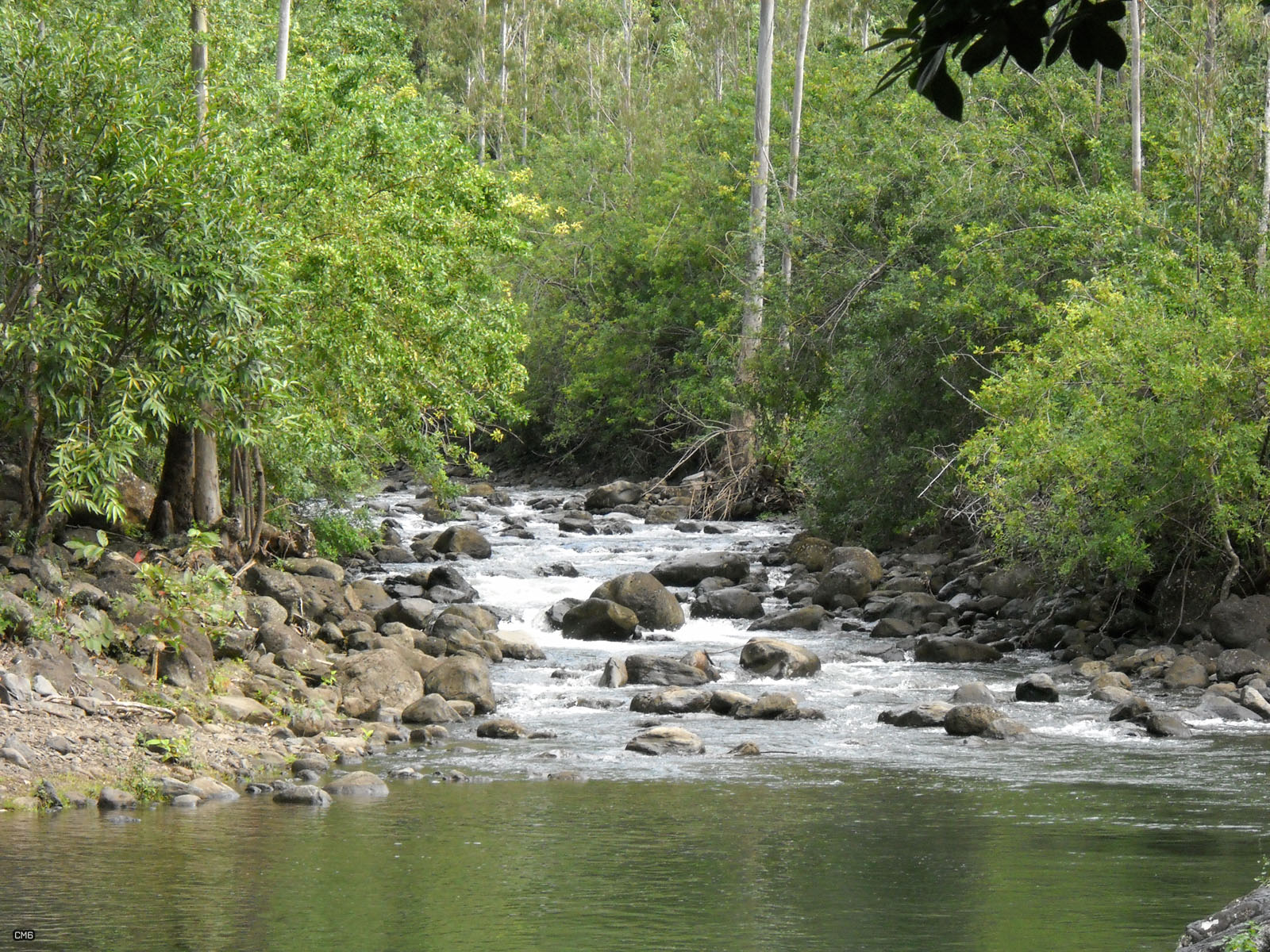
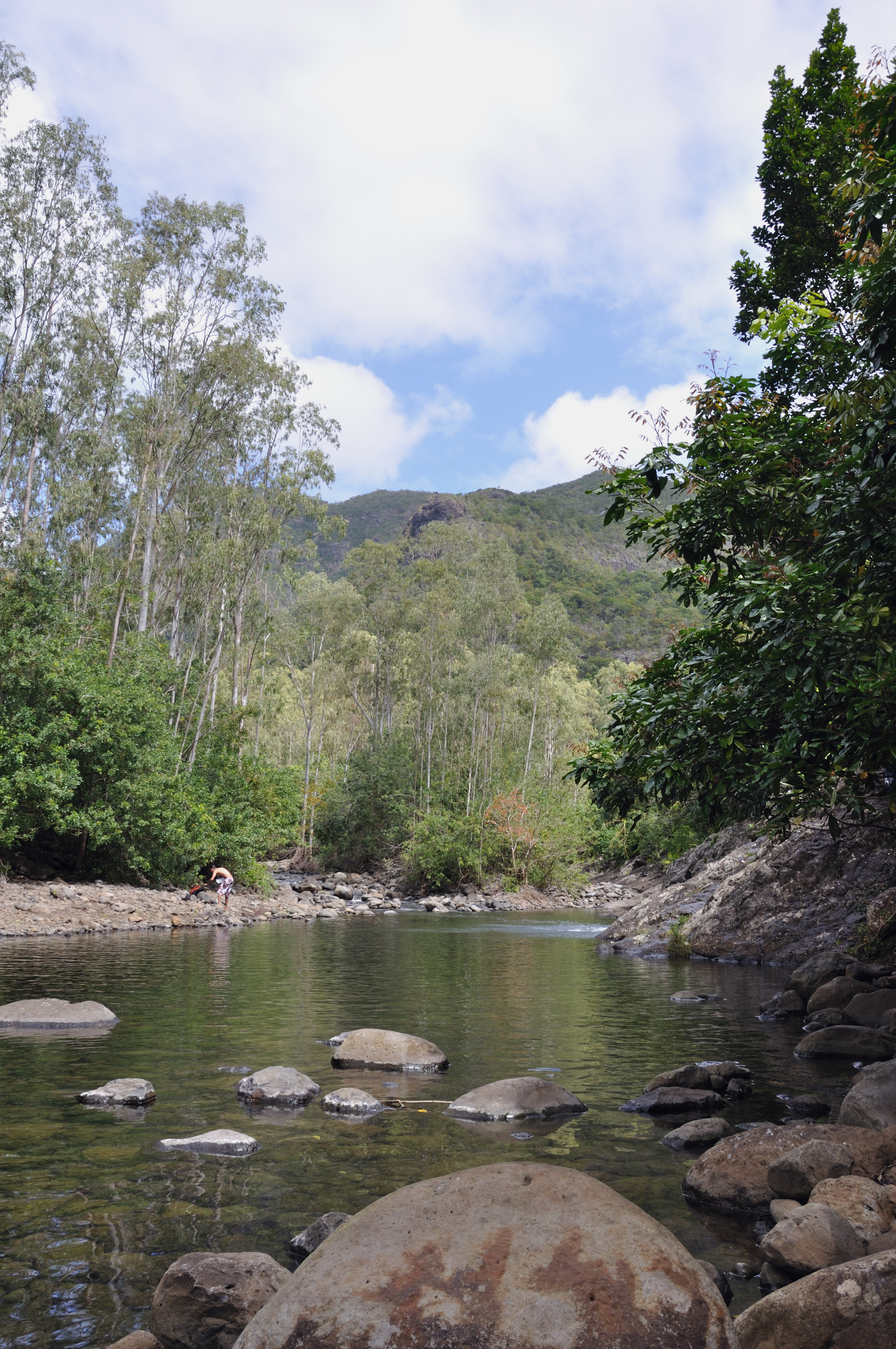
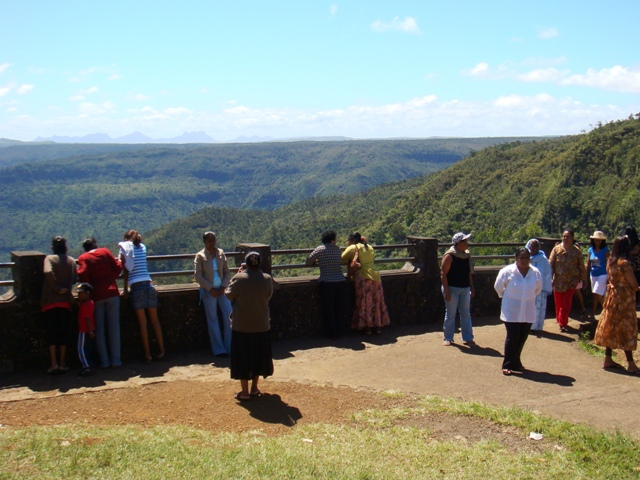